# Helena Elisabeth Goudeket
Helena Elisabeth Goudeket (Amsterdam, 10 januari 1910 – Sobibor, 9 april 1943) was een Nederlands kunstschilderes en tekenares.

## Leven en werk
Goudeket werd in 1910 in Amsterdam geboren als dochter van de accountant Isaäc Goudeket en Catharina Spreekmeester. Zij werd opgeleid aan het Instituut voor Kunstnijverheidsonderwijs te Amsterdam en aan de Rijksakademie van beeldende kunsten eveneens te Amsterdam. Goudeket was een leerling van Johannes Hendricus Jurres en van Hendrik Jan Wolter. Zij was lid van de Vereniging Sint Lucas in Amsterdam en van Kunst Zij Ons Doel in Haarlem. Zij was als beeldend kunstenaar werkzaam in Heemstede. Ze schilderde in een naturalistisch-impressionistische stijl en liet zich daarbij inspireren door de schildersgroep de Amsterdamse Joffers. Goudeket werd daarom tot de "Jonge Amsterdamse Joffers" gerekend. Werk van Goudeket werd bekroond bij de Willink van Collenwedstrijd in 1937. Schilderijen en tekeningen van Goudeket bevinden zich in de collecties van het Joods Historisch Museum en van het Stadsarchief Amsterdam.
Goudeket trouwde op 30 december 1936 te Amsterdam met Johan Gerard van Hessen. Hun huwelijk werd in 1940 door scheiding ontbonden.
Tweede Wereldoorlog
In juli 1941 trok Goudeket samen met haar zus Florence in bij haar ouders in Amsterdam. Half september 1942 dook het gezin onder. Na verraad werden ze in december gearresteerd door de Gestapo en meegenomen naar het Huis van Bewaring aan de Amstelveenseweg. Het gezin Goudeket kwam in april 1943 aan in Kamp Westerbork waar ze in barak 66 werden geplaatst. In dezelfde maand werden ze naar Sobibor gedeporteerd. Goudeket werd daar op 9 april vermoord. 

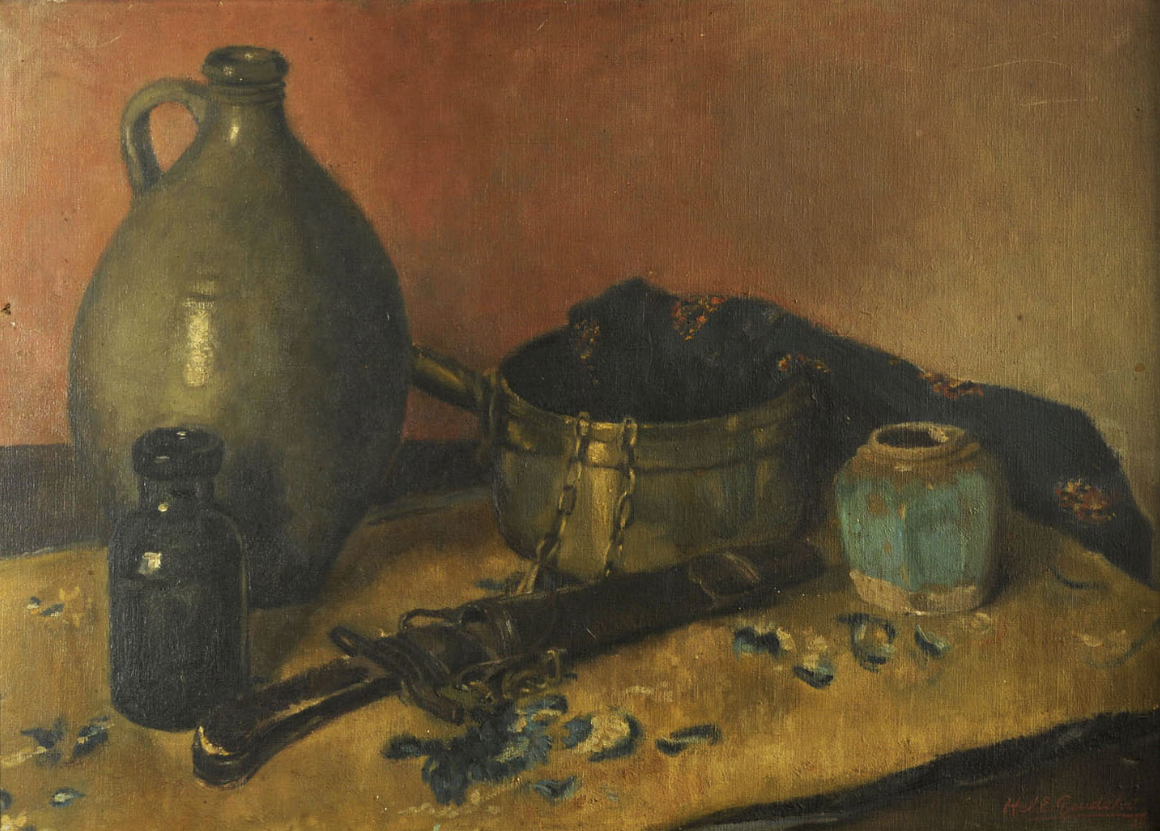
Stilleven door Goudeket Geschilderd tussen 1930 en 1940